# Silvia Schujer
Silvia Schujer (Olivos, 28 de diciembre de 1956) es una escritora y compositora argentina dedicada principalmente a la literatura infantil, aunque también ha incursionado en otros géneros. En 1978, inició su vinculación con diversas discográficas de Buenos Aires como CBS, MUSIC HALL y RCA. Ese mismo año, grabó un disco solista titulado Silvia y los chicos del mundo (Music Hall). Temas de su autoría fueron grabados en sucesivos álbumes de Cantaniño (CBS) y junto a su hijo, el compositor Mariano Fernández, realizó la producción de los soportes musicales que acompañaban los libros Palabras para jugar con los más chicos, Canciones de cuna para dormir cachorros y Pasen y vean – canciones del circo.
Ha recibido numerosos premios y menciones, tanto nacionales como internacionales en reconocimiento por sus obras.

## Carrera
Durante su adolescencia, mientras residía en México debido a motivos laborales de su padre, Schujer se acercó a la literatura influenciada por el auge del realismo mágico. Leyó a autores como Julio Cortázar, Gabriel García Márquez, Mario Vargas Llosa, entre otros. También recuerda haberse impresionado con Un mundo feliz de Aldous Huxley.
En 1974 nace su hijo, Mariano Fernández, con quien trabajó en la composición musical de sus obras Palabras para jugar con los más chicos, Canciones de cuna para dormir cachorros y Pasen y vean – canciones del circo.
Es profesora de Literatura, Castellano y Latín. Se desempeñó como directora de coros infantiles, trabajando en las discográficas CBS, RCA y Music Hall. Grabó un disco llamado Silvina y los chicos del mundo y varias de sus composiciones fueron grabadas en discos de Cantaniño.
Trabajó como codirectora del suplemento infantil del diario La Voz y fue secretaria de redacción del periódico Mensajero y de la revista infantil: Cordones sueltos. Además, realizó colaboraciones en otros medios gráficos como Crónica, Diario Popular, Anteojito, Cosmik, Billiken, Humi y A-Z diez.
Integró el Consejo de dirección de la revista La Mancha (de literatura infantil y juvenil) junto a otros escritores como Graciela Montes, Graciela Cabal, Laura Devetach, Gustavo Roldán, Ema Wolf y Graciela Pérez Aguilar.
Entre 1988 y 1998 trabajó en la editorial Sudamericana, dentro del departamento de Literatura Infantil y Juvenil.

## Obras
Además de su obra literaria enumerada a continuación, Schujer es autora de libros de estudio para el nivel de enseñanza primaria.
- A la rumba luna (Alfaguara) (2008)
- Hugo tiene hambre (2006)
- Lucas y Simón van a la playa (2006)
- La más bruja de todas (2006)
- El mono egoísta (2006)
- Un gato de plastilina (2006)
- Como perro y gato (2006)
- Días de granja (2006)
- Un pueblo y un paseador (2006)
- El guiso de la lenteja (2006)
- El caballo de ajedrez (2006)
- Una familia especial (2006)
- El huevo de chocolate (2006)
- Fiesta de disfraces (2006)
- Pepín Pescador" (La valijita) (2006)
- El terror de los pulpos (2005)
- Enojo de conejo (2005)
- De los chanchos que vuelan (2005)
- Carreras de canguros (2005)
- Pasen y vean (canciones del circo) (2005)
- El tesoro escondido y otras fotos de familia (Alfaguara) (2005)
- 351 Adivinanzas para jugar (2004)
- Los colores del tumiñico (2003)
- La cámara oculta (Alfaguara) (2003)
- Canciones de cuna para dormir cachorros (2003)
- El elefante y el mar (2003)
- El hipo del tucán (2003)
- Lana de perro[5]
- Sorpresa en el gallinero (2003)
- El conejo de la galera (2003)
- Canguros al sol (2003)
- Los ojazos del león (2003)
- La cebra rayada (2003)
- El vuelo del avestruz (2003)
- La jirafa enjabonada (2003)
- Carnaval en la pradera (2003)
- Dulce de abeja (2003)
- El monumento encantado (2001)
- Lucas y una torta de tortuga (2001)
- Noticias de un mono (2001)
- Lágrimas de cocodrilo (2001)
- La vaca de esta historia (2001)
- La araña madrina (2001)
- Mucho perro (Alfaguara) (1998)
- Videoclips (1997)
- El tren más largo del mundo (Alfaguara) (1997)
- Viaje en globo (1996)
- 350 adivinanzas para jugar (1995)
- Puro huesos (1994)
- Cuentos cortos, medianos y flacos (1994)
- La abuela electrónica y algunos cuentos de su diskette (1993)
- A Lucas se le perdió la A (1993)
- Cuentos y cantos de amor (Junto a Ricardo Mariño) (1991)
- Las visitas (Alfaguara) (1991)
- Brujas con poco trabajo (1991)
- Lucas duerme en un jardín (1990)
- Abrapalabra (1990)
- Oliverio Juntapreguntas (1989)
- Historia de un primer fin de semana (1988)
- Cuentos y chinventos (1986)

Las visitas e Historia de un primer fin de semana fueron traducidos al alemán y al portugués y publicados en Alemania y Brasil, respectivamente. Otras de sus obras fueron publicadas en España y Cuba.

## Premios
- 2014: Premio Konex - Diploma al Mérito (literatura infantil)
- 2006: Premio Norma Fundalectura por Hugo tiene hambre
- 2004: Premio Konex - Diploma al Mérito (literatura infantil)
- 2003: Lista de Honor Ibby por La vaca de esta historia
- 2002: Lista de Honor ALIJA por La vaca de esta historia
- 2000: Primer premio Fantasía 2000 por Ortografía en juego
- 1995: Tercer Premio Nacional de Literatura (rubro infantil-juvenil) por Las visitas
- 1992: Mención Premio Nacional de Literatura (rubro infantil-juvenil) por Historia de un primer fin de semana
- 1991: Lista de Honor ALIJA por Oliverio Juntapreguntas y Palabras para jugar
- 1987: Lista de Honor ALIJA por Cuentos y chinventos
- 1986: Premio Casa de las Américas (rubro infantil-juvenil) por Cuentos y chinventos
- 1978: Mención en el Concurso Latinoamericano de cuentos, organizado por la revista literaria El ornitorrinco con el cuento La corona